# Scolosanthus granulatus
Scolosanthus granulatus är en måreväxtart som beskrevs av Ignatz Urban. Scolosanthus granulatus ingår i släktet Scolosanthus och familjen måreväxter. Inga underarter finns listade i Catalogue of Life.